# Eliezer Spiegel
Eliezer Spiegel (Petaj Tikva, Mandato británico de Palestina, 20 de junio de 1922 - 26 de noviembre de 2017) fue un futbolista y entrenador israelí. Se desempeñaba en posición de delantero. Es padre de Giora Spiegel.

## Selección nacional
Fue internacional con la Selección de fútbol de Israel en tres ocasiones.

## Clubes

### Jugador
| Club                 | País   | Año         |
| -------------------- | ------ | ----------- |
| Maccabi Petah-Tikvah | Israel | 1938 - 1940 |
| Beitar Tel Aviv FC   | Israel | 1940 - 1946 |
| Maccabi Petah-Tikvah | Israel | 1946 - 1957 |

### Entrenador
| Periodo | Club                  |
| ------- | --------------------- |
| 1955–57 | Maccabi Petah-Tikvah  |
| 1957    | Maccabi Hadera FC     |
| 1957–58 | Hapoel Petah Tikva    |
| 1959    | Hapoel Kfar Saba      |
| 1959–60 | Maccabi Hadera FC     |
| 1960–61 | Maccabi Petah-Tikvah  |
| 1961–62 | Shimshon Tel Aviv     |
| 1962–65 | Beitar Netanya FC     |
| 1965–66 | Maccabi Tel Aviv      |
| 1966–67 | Beitar Netanya FC     |
| 1967–69 | Maccabi Sha'arayim FC |
| 1969–74 | Hakoah Ramat Gan      |
| 1974-75 | Maccabi Netanya       |
| 1977-78 | Maccabi Petah-Tikvah  |
| 1978-79 | Maccabi Herzliya FC   |
| 1979-81 | Hapoel Jerusalem FC   |
| 1981-82 | Hapoel Ramat Gan      |
| 1982-84 | Maccabi Jaffa         |
| 1984-86 | Israel sub-21         |
| 1986-87 | Hapoel Marmorek       |

## Palmarés

### Campeonatos nacionales
| Título         | Club                 | País   | Año  |
| -------------- | -------------------- | ------ | ---- |
| Copa de Israel | Maccabi Petah-Tikvah | Israel | 1952 |